# Werberg
Werberg ist eine Wüstung im Truppenübungsplatz Wildflecken. Es war das älteste Dorf auf dem Gebiet des Truppenübungsplatzes. Die Anfänge gehen auf eine fuldische Burg aus dem 13. Jahrhundert zurück.

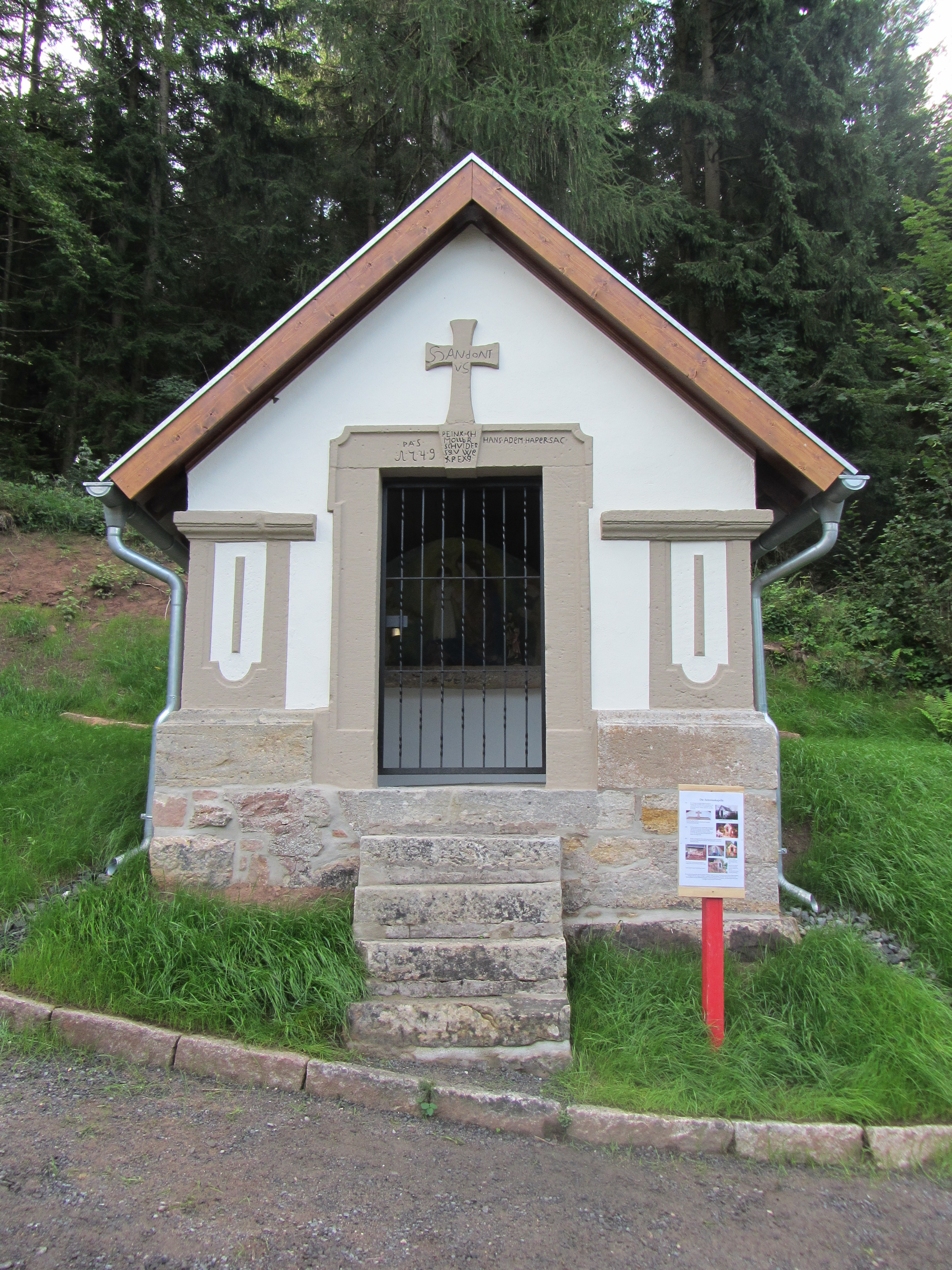
Die noch vorhandene Antoniuskapelle von Werberg

## Lage
Werberg lag auf 533 Metern über dem Meeresspiegel im Tal des Lachsgrundes und der angrenzenden Hügel nördlich um den Burgfelsen der Ruine Werberg in einer Talweitung am Zusammenfluss zweier Quellbäche. Das Dorf lag 6 km nördlich von Bad Brückenau.

### Verkehr

#### Während der Gründung
Über das Dammersfeld führten während des karolingischen Landesausbaus und während des Hochmittelalters Altstraßen, die abseits der damals sumpfigen Flusstäler lagen. Der Karolingische Königsweg verband hier das Gebiet um Mainz mit der Pfalz Salz und führte hier, von Brückenau kommend, an Werberg westlich vorbei zur Dammersfeldkuppe. An der Dammersfeldkuppe mündete ein von Fulda kommender Weg in den Karolingischen Königsweg, in Brückenau ein von Hammelburg und Würzburg kommender.

#### Ortsverbindung
Das Dorf war durch einen Weg im Lachsbachtal mit Volkers verbunden. Dieser nimmt südlich des Dorfes den Weg von Brückenau auf, um gen Norden nach Kothen und in das Tal der Kleinen Sinn zu führen. Nach Osten führte ein Weg nach Rothenrain.

#### Eisenbahn
Im Jahre 1891 wurde die Bahnstrecke Jossa–Brückenau eröffnet. Brückenau war dadurch der nächstgelegene Bahnhof für Werberg. 1908 wurde die Strecke bis Wildflecken erweitert.

## Geschichte
Werberg geht auf die Burg Werberg zurück, die erstmals 1260 indirekt mit der Nennung eines Fridericus de Werberg historisch fassbar wird.
1799 wurde eine Schule erbaut. Im Jahr 1850 wurde die dem Heiligen Kilian geweihte Kirche errichtet. Ein Friedhof befand sich nahe dem Burgfelsen. Die Bewohner lebten von Landwirtschaft und Obstanbau.
Wie die Dörfer Rothenrain, Neu- und Altglashütten sowie Reußendorf musste Werberg, damals 264 Einwohner zählend, am 15. April 1938 aufgrund des Baus des Truppenübungsplatzes auf dessen Gebiet das Dorf lag, geräumt werden. Einer Abhandlung des Medizinstudenten und SS-Angehörigen Heinrich Josef Glotzbach folgend wurden Einwohner nach „nationalsozialistischen Grundsätzen“ umgesiedelt. Die „Bauernfähigen“ wurden „als Erbhofbauern in der näheren und weiteren Umgebung angesiedelt“. Sie kamen nach Bad Brückenau, in den Raum Offenbach oder ließen sich in Niederbayern nieder. Nach dem Zweiten Weltkrieg wurde das Dorf mit 356 Leuten wiederbesiedelt, um 1966 letztendlich doch abgesiedelt zu werden.
Die ehemalige Landgemeinde Werberg bestand aus dem Kirchdorf Werberg und dem Weiler Auersberg und umfasste 566,35 Hektar. Sie wurde 1942 aufgelöst und dem Heeresgutsbezirk Wildflecken zugeteilt. Die Absiedlung der Gemeinde war zum Zeitpunkt der Volkszählung 1939 bereits erfolgt.

## Infrastruktur

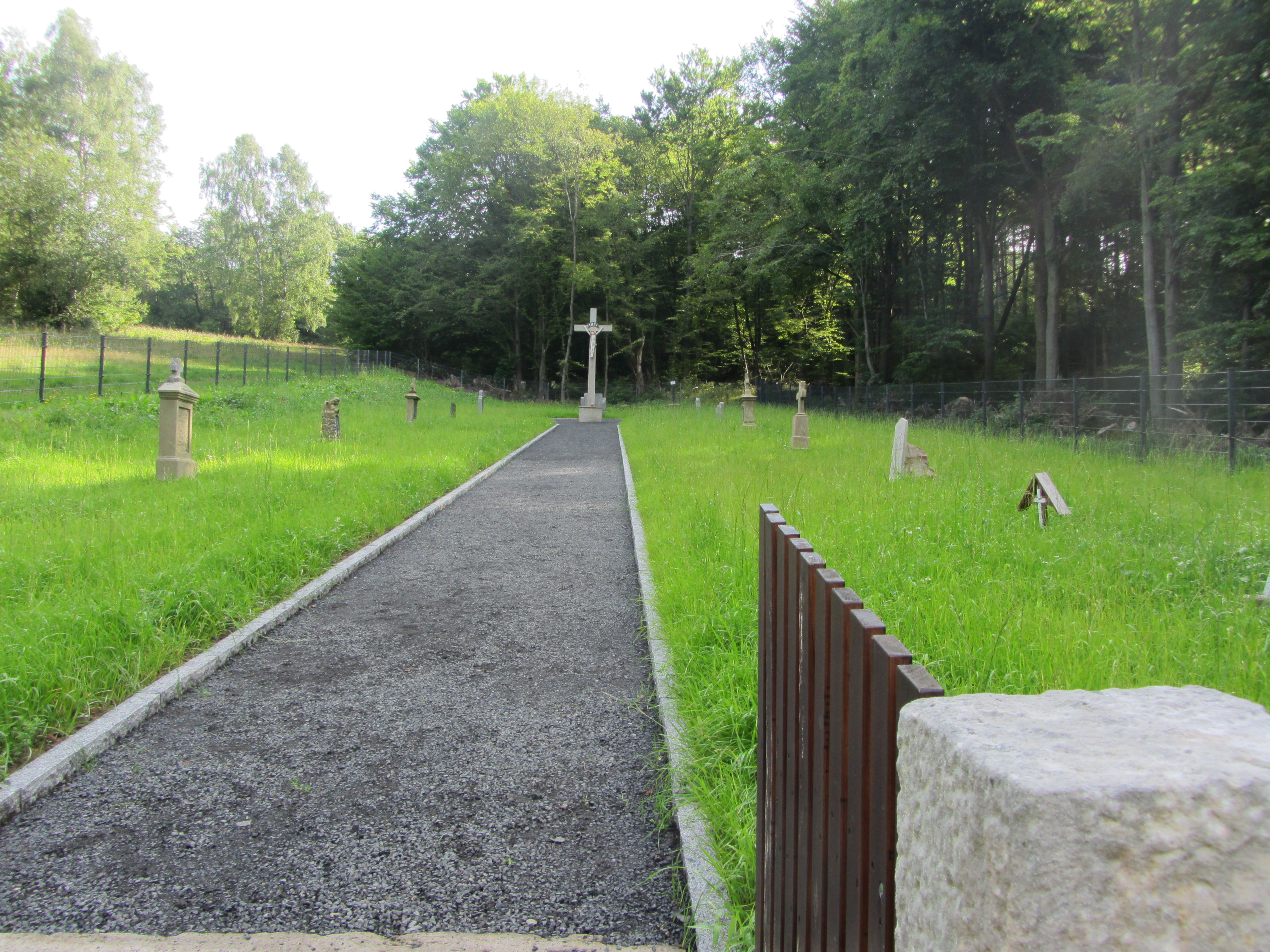
Der ehemalige Friedhof mit dem Friedhofskreuz

Das Dorf Werberg besaß vor der letzten Auflösung eine dem Heiligen Kilian geweihte Kirche mit dazugehörigem Friedhof, eine Schule, ein Schwesternheim, einen Kindergarten, ein Schwimmbad, die Freiwillige Feuerwehr Werberg, zwei Gaststätten, einen Lebensmittelladen und einen Friseur. Die Straßen waren entweder gepflastert oder geteert. Zudem besaß das Dorf als erstes im Altlandkreis Brückenau eine elektrische Straßenbeleuchtung.

## Erinnerung
Mehrere Museen befassen sich mit der Geschichte des Dorfes.
In Kothen wurde 1987 die Werberger Stube auf Initiative des Werbergers Ernst Zimmermann eingerichtet. In einem der drei Räume ist eine rhöntypische „Gute Stube“ eines Bauernhauses eingerichtet. In den anderen Räumen befinden sich u. a. der Grundstein der Kirche, das Taufbecken, eine Glocke, das Turmkreuz und mehrere Messgewänder. Außerdem zeigen mehrere Fotografien, landwirtschaftliche Geräte und Werkzeuge der Heimarbeit das Leben des Dorfes. In Wildflecken widmet sich das militärhistorische Museum der Geschichte des Truppenübungsplatzes.
Jedes letzte Juniwochenende im Jahr treffen sich die Werberger sowie ihre Nachkommen in Kothen, um das Museum sowie den Friedhof zu besuchen. Die Interessengemeinschaft ehem. Werberger pflanzte 2013 anlässlich ihres 40-jährigen Bestehens eine Rotbuche auf dem Dorfplatz.
Je nach Startpunkt und Wegstrecke können während der Volkswandertage auf dem Truppenübungsplatz Wildflecken in unregelmäßigen Abständen die Dorfstelle und der Friedhof auch erwandert werden.